# Mistrzostwa Świata we Wspinaczce Sportowej 1991
Mistrzostwa Świata we Wspinaczce Sportowej 1991 – 1. edycja mistrzostw świata we wspinaczce sportowej, która odbyła się w dniu 2 października 1991 w niemieckim Frankfurcie nad Menemu. Podczas zawodów wspinaczkowych zawodnicy i zawodniczki rywalizowali w 4 konkurencjach.

## Konkurencje
Mężczyźni
- prowadzenie i wspinaczka na czas

Kobiety
- prowadzenie oraz wspinaczka na czas

## Uczestnicy
Zawodnicy i zawodniczki podczas zawodów wspinaczkowych w 1991 roku rywalizowali w 4 konkurencjach. Łącznie do mistrzostw świata zgłoszonych zostało 133 wspinaczy (każdy zawodnik ma prawo startować w każdej konkurencji o ile do niej został zgłoszony i zaakceptowany przez IFCS i organizatora zawodów).
| Lp.   |           | ↓ Uczestnicy – konkurencje → |     | prowadzenie | na czas |
| ----- | --------- | ---------------------------- | --- | ----------- | ------- |
| 1.    | Mężczyźni | 69                           | 21  |             |         |
| 2.    | Kobiety   | 33                           | 10  |             |         |
| Razem | Razem     | Razem                        | 102 | 31          |         |

### Reprezentacja Polski
- Kobiety:
  - Iwona Gronkiewicz-Marcisz we wspinaczce na czas zajęła 8 miejsce, a w prowadzeniu była 13,
- Mężczyźni:
  - Andrzej Marcisz we wspinaczce na czas zajął 4 m., a w prowadzeniu był 21. Pozostali Polacy startowali wyłącznie w prowadzeniu gdzie; Tomasz Samitowski był 52, Tomasz Regwelski 66-68, a Leszek Milczarek był 69.

## Medaliści
| Konkurencja        | Złoto                            | Srebro                       | Brąz                                 |
| ------------------ | -------------------------------- | ---------------------------- | ------------------------------------ |
| Mężczyźni          |                                  |                              |                                      |
| prowadzenie        | Francja · François Legrand       | Japonia · Yuji Hirayama      | Niemcy · Guido Köstermeyer           |
| wspinaczka na czas | Stany Zjednoczone · Hans Florine | Francja · Jacky Godoffe      | Kazachstan · Kajrat Rachmietow       |
| Kobiety            |                                  |                              |                                      |
| prowadzenie        | Szwajcaria · Susi Good           | Francja · Isabelle Patissier | Stany Zjednoczone · Robyn Erbesfield |
| wspinaczka na czas | Belgia · Isabelle Dorsimond      | Francja · Agnès Brard        | Rosja · Wiera Czeresznewa            |

## Wyniki

### Prowadzenie
| Mężczyźni | Mężczyźni             | Mężczyźni |
| --------- | --------------------- | --------- |
| Miejsce   | Zawodnik              | Państwo   |
| złoto     | François Legrand      | Francja   |
| srebro    | Yuji Hirayama         | Japonia   |
| brąz      | Guido Köstermeyer     | Niemcy    |
| 4         | Pawieł Samoilin       | Rosja     |
| 5         | Jewgienij Owczinnikow | Rosja     |
| 6         | Didier Raboutou       | Francja   |
| 7         | Władimir Jourkin      | Rosja     |
| 8         | Bernabe Fernandez     | Hiszpania |
| 9         | Christoph Finkel      | Niemcy    |
| 10        | François Lombard      | Francja   |

| Kobiety | Kobiety               | Kobiety           |
| ------- | --------------------- | ----------------- |
| Miejsce | Zawodniczka           | Państwo           |
| złoto   | Susi Good             | Szwajcaria        |
| srebro  | Isabelle Patissier    | Francja           |
| brąz    | Robyn Erbesfield      | Stany Zjednoczone |
| 4       | Nanette Raybaud       | Francja           |
| 5       | Lynn Hill             | Stany Zjednoczone |
| 6       | Natalie Richer        | Francja           |
| 7       | Wiera Czereszniewa    | Rosja             |
| 8       | Isabelle Dorsimond    | Belgia            |
| 9       | Luisa Iovane          | Włochy            |
| 10      | Barbara Hirschbichler | Niemcy            |

### Wspinaczka na czas
| Mężczyźni | Mężczyźni           | Mężczyźni         |
| --------- | ------------------- | ----------------- |
| Miejsce   | Zawodnik            | Państwo           |
| złoto     | Hans Florine        | Stany Zjednoczone |
| srebro    | Jacky Godoffe       | Francja           |
| brąz      | Kajrat Rachmietow   | Kazachstan        |
| 4         | Andrzej Marcisz     | Polska            |
| 5         | Rajchan Galiacbarow | Rosja             |
| 5         | Glenn Sutcliffe     | Stany Zjednoczone |
| 7         | Mark Baker          | Australia         |
| 7         | Gregor Jaeger       | Niemcy            |
| 9         | Petrov Plamen       | Bułgaria          |
| 9         | Arnould Tkint       | Belgia            |
| 9         | Chung Seung-kwon    | Korea Południowa  |
| 9         | Johannes Nathan     | Niemcy            |
| 9         | Stephan Hilgers     | Niemcy            |
| 9         | Oleg Tczereczniew   | Rosja             |
| 9         | Saławat Rachmietow  | Rosja             |

| Kobiety | Kobiety                   | Kobiety           |
| ------- | ------------------------- | ----------------- |
| Miejsce | Zawodniczka               | Państwo           |
| złoto   | Isabelle Dorsimond        | Belgia            |
| srebro  | Agnès Brard               | Francja           |
| brąz    | Wiera Czereszniewa        | Rosja             |
| 4       | Julija Inoziemcewa        | Rosja             |
| 5       | Ineke Dijkstra            | Holandia          |
| 5       | Andrea Eisenhut           | Wielka Brytania   |
| 5       | Irina Kodina              | Rosja             |
| 8       | Iwona Gronkiewicz-Marcisz | Polska            |
| 9       | Felicity Butler           | Wielka Brytania   |
| 10      | Nancy Feagin              | Stany Zjednoczone |

## Klasyfikacja medalowa
* Organizator zawodów został zaznaczony tym kolorem.
|                   |                   |                   |   |   |   |    |   |   |   |   |   |   |
| 1                 | Francja           | 1                 | 3 | 0 | 4 | 1  | 1 | 0 | 0 | 2 | 0 |   |
| 2                 | Stany Zjednoczone | 1                 | 0 | 1 | 2 | 1  | 0 | 0 | 0 | 0 | 1 |   |
| 3                 | Belgia            | 1                 | 0 | 0 | 1 | 0  | 0 | 0 | 1 | 0 | 0 |   |
| 3                 | Szwajcaria        | 1                 | 0 | 0 | 1 | 0  | 0 | 0 | 1 | 0 | 0 |   |
| 5                 | Japonia           | 0                 | 1 | 0 | 1 | 0  | 1 | 0 | 0 | 0 | 0 |   |
| 6                 | Kazachstan        | 0                 | 0 | 1 | 1 | 0  | 0 | 1 | 0 | 0 | 0 |   |
| 6                 | Niemcy            | 0                 | 0 | 1 | 1 | 0  | 0 | 1 | 0 | 0 | 0 |   |
| 6                 | Rosja             | 0                 | 0 | 1 | 1 | 0  | 0 | 0 | 0 | 0 | 1 |   |
| Ogółem (9 państw) | Ogółem (9 państw) | Ogółem (9 państw) | 4 | 4 | 4 | 12 | 2 | 2 | 2 | 2 | 2 | 2 |

Źródło: